# معلوماتية بحثية تحويلية
المعلوماتية البحثية التحويلية(TRI) هو مجال فرعي من الطب البيولوجي المتعدي أو الطب المتعدي المهتم بتطبيق النظريات والطرق المعلوماتية . هناك بعض التداخلات المتعلقة في البحوث السريرية المعلوماتية ولكن ال TRI معنية أكثر بتمكين البحوث متعددة التخصصات لتسريع النتائج السريرية، ومع التجارب السريرية بالعادة تكون الخطوة طبيعية وراء الأبحاث التحويلية. 
الأبحاث التحويلية كما عرفت من قبل المعاهد الوطنية للصحة ويشمل مجاليين للترجمة. واحدة من تطبيق عمليات تطبيق الاكتشافات الناتجة خلال عملية البحث في المختبر، والدراسات السريرية من أجل تطوير المسارات والدراسات المتعلقة بالإنسان . المجال الثاني المتعلق بالأبحاث التي تهدف لتحسين وتعزيز الاعتماد على أفضل الممارسات في المجتمع .فعالية تكلفة استراتجيات الوقاية والعلاج هي أيضا تعد جزءا مهما من الأبحاث المتعدية.

## نظرة عامة
المعلوماتية البحثية التحويلية من الممكن أن توصف ك " حل برمجي متكامل لإدارة
- الخدمات اللوجستية
- تكامل البيانات
- التعاون المطلوب من قبل التحقيقات والمؤسسات الداعمة لها " . وهي فئة من نظم المعلومات والتي تتمركز ما بين والتي بالعادة ما تتعامل مع #تكنولوجيا المعلومات الصحية / نظم السجلات الطبية الإلكترونية.

1. CTMS /البحوث الطبية المعلوماتية .
2. التحليل الإحصائي والتنقيب عن البيانات .

تعد المعلوماتية البحثية في مجال الترجمة جديدة نسبيا، حيث تحصل معظم المراكز الأكادمية الحاصلة على منح من CTSA على أنظمة متكاملة ودمجها لتمكين متطلبات TRI من النهاية ألى النهاية . يتم تنفيذ أحد أنظمة TRI المتقدمة في معهد أبحاث windber بالتعاون مع GenoLogic و Inforsense من المتوقع تطوير الأبحاث المتعدية المعلوماتية على مدى العاميين المقببلين .